# Mussaca

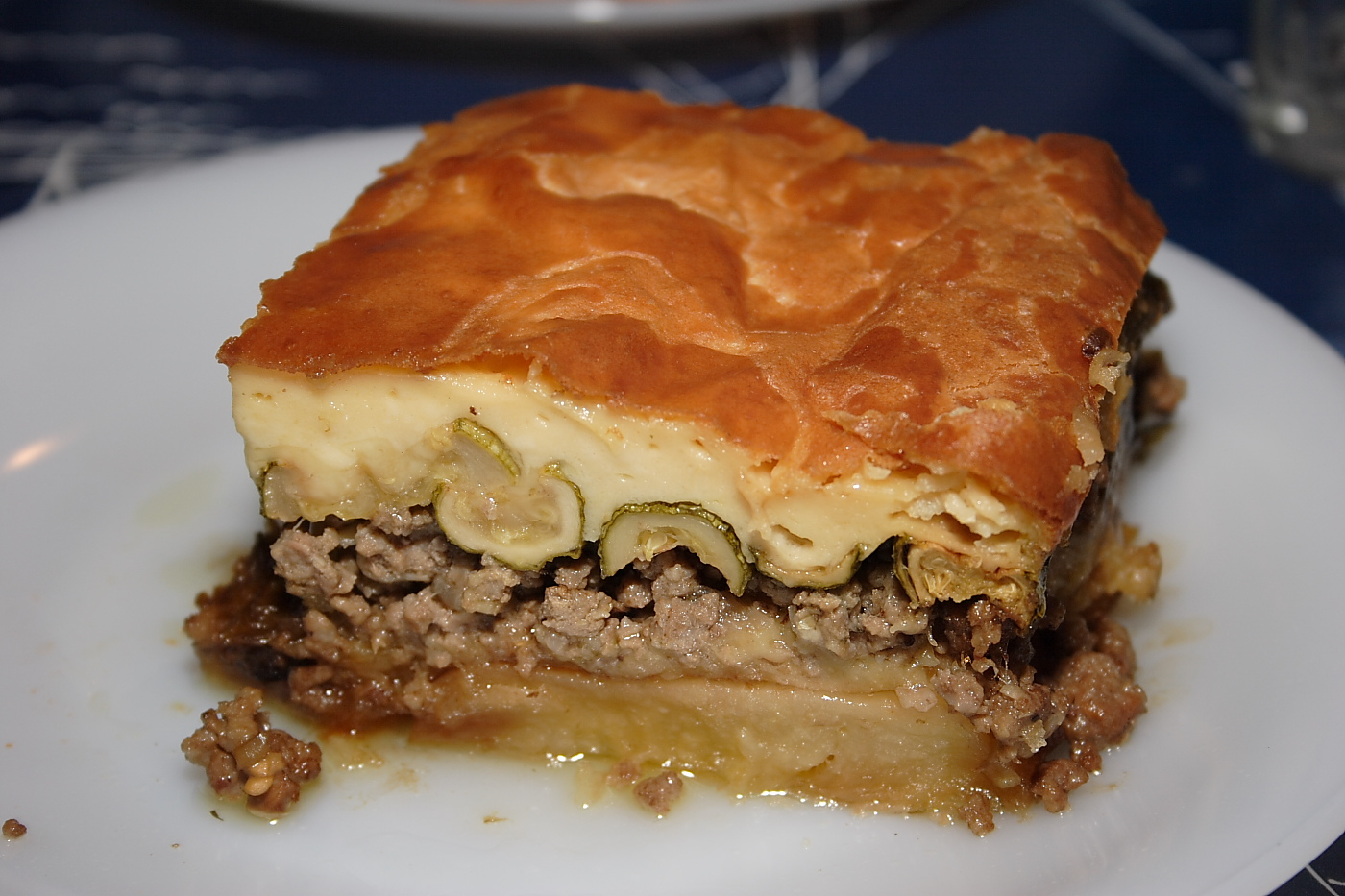
Moussaka amb creïlles i carbassó.

Moussaka, transcrit en català com a mussaca (àrab: مسقعة, musaqqa; grec: μουσακάς, Mousakas), és un plat a base d'albergínies típic dels Balcans, la Mediterrània Oriental i l'Orient Pròxim. Tot i que forma part de totes les cuines del territori que va ocupar l'Imperi Otomà i té un nom àrab, a Occident es coneix sobretot la recepta grega,
encara que a Grècia mateixa aquest plat no es coneixia fins als anys 1920.

## Preparació
Totes les receptes es basen principalment en albergínies saltades, tomaca i generalment carn picada de xai. La versió grega, que és la més coneguda fora de les regions on és tradicional, es fa al forn i inclou capes de carn i albergínia coronades amb beixamel.
En la recepta grega hi ha normalment tres capes: la base està feta amb rodanxes d'albergínies sofregides amb oli d'oliva, la del mig es fa amb carn de xai amb ceba, all, tomaques picades, herbes i espècies (com canyella i pebre negre), i la de dalt es fa amb beixamel. Cada capa es cuina per separat i després es posen una damunt de l'altra en un motllo, s'introdueixen al forn i es fan fins que la beixamel es daura. És comú servir la moussaka no molt calenta, ja que així no es desfà tan fàcilment.

## Variants
Hi ha variants d'aquesta recepta; de vegades no es fa amb beixamel i d'altres es fa amb altres verdures. La variant més comuna a Grècia pot incloure carbassó, creïlles fregides o bolets sofregits, a més de les albergínies. D'altres vegades, la moussaka es pot decorar amb fulles de raïm, un ingredient molt utilitzat en la cuina grega, per exemple en els dolmades. Hi ha fins i tot una versió per a la quaresma en el receptari de Tselementés, que es fa només amb verdures i pa.
La recepta búlgara utilitza creïlles en lloc d'albergínies i, en el món àrab, la moussaka és una amanida cuinada feta principalment de tomàquets i albergínies, similar a la caponata d'Itàlia, i se sol servir freda com a plat de meze.
Alternativament, en comptes de beixamel, en alguns països aquesta se substitueix per smântână (nata agra); i també la capa superior pot consistir en una salsa d'ou i nata espessa amb formatge fresc, kaixkaval i pa ratllats.